# 보길초등학교
보길초등학교는 대한민국 전라남도 완도군 보길면 부황리에 있는 공립 초등학교이다.

## 학교 연혁
- 1924년 4월 1일 노화사립보통학교 설립인가
- 1924년 5월 1일 노화공립보통학교 개편 개교
- 1938년 4월 1일 보길공립심상소학교 개편
- 1941년 4월 1일 보길공립국민학교 개편
- 1950년 4월 1일 보길국민학교 개편
- 일자미상 보길국민학교 정자분교 설립 인가
- 1973년 10월 10일 정자분교장 개교
- 1979년 12월 9일 정자분교 정자국민학교 승격 분리
- 1987년 3월 1일 병설유치원 개원
- 1994년 3월 1일 보길남국민학교 폐교 및 본교 통폐합
- 1996년 3월 1일 보길초등학교로 개칭
- 1998년 3월 31일 본관 증·개축, 다목적강당 신축
- 1999년 3월 1일 정자초등학교 폐교 및 본교 통폐합
- 2001년 9월 1일 보길동초등학교 예송분교장 폐교 및 본교 통폐합
- 2019년 3월 1일 보길동초등학교 예작분교장 폐교 및 본교 통폐합
- 2019년 10월 31일 병설유치원/학교도서관/돌봄교 건물 준공
- 2024년 1월 4일 제96회 졸업식 (누계: 3,549명)
- 2024년 3월 1일 제38대 홍경기 교장 부임

## 학교 상징
- 교화 - 동백꽃 : 정열, 부드러움
- 교목 - 회양목 : 인내, 강인함
- 교색 - 녹색 : 정직, 희망

## 참고 자료
- 보길초등학교 - 한국교육학술정보원 학교알리미